# August Bebel

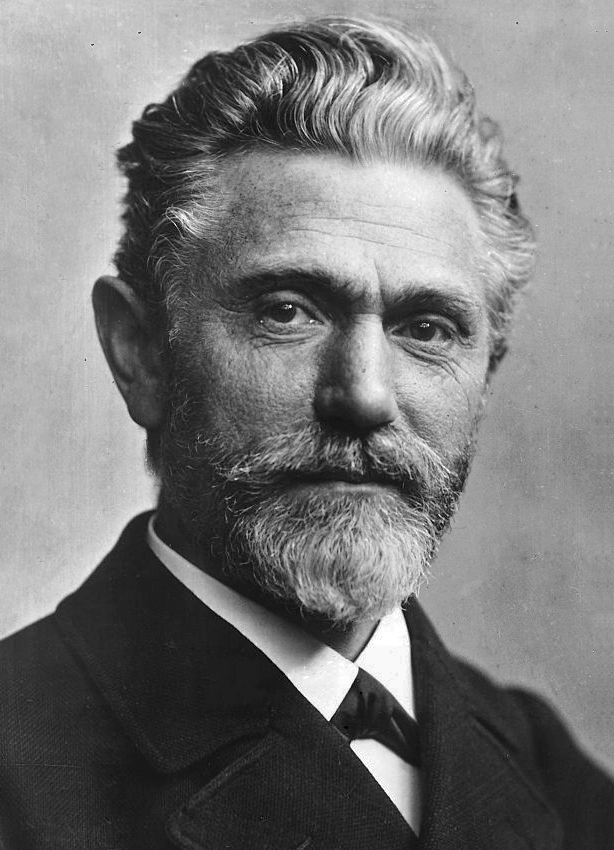
August Bebel

Ferdinand August Bebel (Deutz bij Keulen, 22 februari 1840 - Passugg (Zwitserland), 13 augustus 1913) was een van de oprichters van de georganiseerde sociaaldemocratische arbeidersbeweging in Duitsland. Zijn politieke loopbaan begon in het liberaaldemocratische verenigingscircuit van arbeiders en ambachtslieden, voordat hij marxist werd.
Decennialang werkte hij met Wilhelm Liebknecht samen, met wie hij in 1869 de Sozialdemokratische Arbeiterpartei (SDAP) oprichtte, die in 1875 in de Sozialistische Arbeiterpartei opging en sinds 1891 Sozialdemokratische Partei Deutschlands (SPD) heet. Sinds 1892 was Bebel een van twee SPD-voorzitters. Een populaire bijnaam van hem werd Arbeiterkaiser.
Bebel representeerde het zogeheten marxistische centrum van de SPD, tussen de linkse en de 'revisionistische' vleugel. Hij was een van de belangrijkste parlementsleden in het Duitse Rijk en ook auteur.

## Biografie
Bebel was de zoon van een Pruisisch onderofficier. Hij verloor zijn vader toen hij vier was en zijn moeder toen hij dertien was. Zijn beide ouders overleden aan tuberculose en Bebel groeide op in armoede. Hij ging in de leer bij een houtbewerker. Nadat hij op zijn achttiende zijn gezellenexamen had afgelegd, begon hij rond te trekken door Duitsland. In 1861 was hij betrokken bij de oprichting van een arbeidersvereniging in Leipzig. Deze vereniging had educatieve en geen politieke doelen. Hij raakte geïnteresseerd in de politiek, nadat hij in 1863 een toespraak van Ferdinand Lassalle had bijgewoond. Lasalle richtte de Algemene Duitse Arbeidersvereniging (ADAV) op. Het volgende jaar maakte Bebel kennis met Wilhelm Liebknecht. Samen richtten zij in 1866 de Saksische Volkspartij op, een radicaaldemocratische partij. In 1867 werd Bebel verkozen in de Rijksdag voor de Noord-Duitse Bond. In augustus 1869 richtten Liebknecht en Bebel de Sozialdemokratische Arbeiterpartei (SDAP) op. Het programma van de partij was sterk beïnvloed door de ideeën van Karl Marx, maar de dictatuur van het proletariaat werd afgewezen en er werd gestreefd naar gelijke rechten voor de arbeiders. Bebel was ook een voorstander voor gelijke rechten voor vrouwen en schreef in 1879 een werk gewijd aan de vrouw en het socialisme.
In 1870 stemden Bebel en Liebknecht in de Rijksdag tegen de oorlogsleningen voor de Frans-Duitse Oorlog. Op 17 december van dat jaar werd Bebel gearresteerd wegens zijn verzet tegen de oorlog. Na enkele maanden in voorhechtenis werd Bebel in 1872 voor hoogverraad veroordeeld tot een gevangenisstraf van twee jaar. Tijdens zijn verblijf in de gevangenis deed Bebel aan zelfstudie. In mei 1875 verenigden Bebel en Liebknecht de ADAV en de SDAP in de Sozialistische Arbeiterpartei. Wegens het verkiezingssucces van deze partij (ze haalde in 1877 9,1% van de stemmen in de Rijksdagverkiezingen) besloot rijkskanselier Bismarck ertoe om in 1878 de Socialistenwet in te voeren. Die verbood socialistische organisaties. Bebel zette zich in om socialisten verenigd te houden via opleidings- en sportverenigingen. Hij organiseerde ook geheime bijeenkomsten en geldinzamelingen. Als gevolg hiervan werd hij opnieuw gevangen gezet. In 1884 kwam Bebel weer vrij en hij werd verkozen in de Rijksdag aan het hoofd van een sterke socialistische fractie. 
Na de afschaffing van de Socialistenwet in 1890 groeide Bebel met zijn redenaarstalent uit tot de "morele stem van de natie". Zo sprak hij zich herhaaldelijk uit tegen het militarisme en het imperialisme. Na 1900 groeiden de radicale marxistische vleugel en de revisionistische vleugel steeds verder uit elkaar. Bebel wilde ten alle kosten de eenheid van de partij bewaren en kwam hierdoor verder van het machtscentrum van de partij te staan. Hij bleef wel tot zijn dood lid van de Rijksdag. 
Bebel overleed op 73-jarige leeftijd in een sanatorium in Passugg in Zwitserland, waar hij verbleef wegens hartproblemen.

### Privéleven
In 1866 huwde Bebel in Leipzig met een arbeidersdochter. Het echtpaar kreeg in 1869 een dochter, Bertha Friederike. Zijn vrouw overleed in 1910 aan kanker. Toen zijn dochter geestesziek werd, nam Bebel de zorg voor zijn kleinzoon op zich.
- Bibsys: 90229263
- Biblioteca Nacional de Chile: 000262816
- Biblioteca Nacional de España: XX1200602
- Bibliothèque nationale de France: cb11890861z (data)
- Catàleg d'autoritats de noms i títols de Catalunya: 981058516278706706
- CiNii: DA01001111
- Gemeinsame Normdatei: 118507893
- Historisch woordenboek van Zwitserland: 010716
- International Standard Name Identifier: 0000 0001 2144 6149
- Library of Congress Control Number: n80004129
- Nationale Bibliotheek van Letland: 000040579
- Bibliotheek van het Japanse parlement: 00432651
- Nationale Bibliotheek van Tsjechië: jn19990000563
- Nationale bibliotheek van Australië: 35016032
- Nationale Bibliotheek van Israël: 987007258319505171
- Nationale Bibliotheek van Polen: a0000001235470
- Nationale en Universitaire bibliotheek Zagreb: 000014136
- Nederlandse Thesaurus van Auteursnamen: 068676719
- Istituto Centrale per il Catalogo Unico: RAVV040880
- LIBRIS: 177039
- SNAC: w6zw37b0
- Système universitaire de documentation: 026713233
- Trove: 791215
- Virtual International Authority File: 97092470
- WorldCat: E39PBJfRDrdWkYC3vr63YRrwmd